# Bálint István (orvos)
Bálint István, szül. Scheiner (Szarvas, 1912. február 18. – Budapest, 1984. május 5.) tisztiorvos, ÁVH-s ezredes.

## Élete
Scheiner Miksa (1884–1934) orvos és Weinberger Erzsébet izraelita vallású szülők gyermekeként született Szarvason. Kezdetben a Zsidó kórházban működött. 1947-ben
előadássorozatot tartott az ÁVÓ embereinek arról, hogyan kell használni a kínzástechnikai eszközöket, illetve hogyan kell oly módon verni, hogy külsérelmi nyomok ne maradjanak. 1950. szeptember elsejétől ő vezette az ÁVH egészségügyi osztályát (VII/6.), majd az ebből 1952. január 25-én létrejövő X/5. jelzésű új osztályt. Jelen volt Szücs Ernő és testvérének agyonverésénél. 1953. január 4-én lefogták, decemberben népellenes bűntettek, vesztegetés, személyes szabadság megsértése és hatalommal való visszaélés vádjával 8 év börtönt szabtak ki rá, ám a Legfelsőbb Bíróság Katonai Kollégiuma később felmentette. 1984-ben halt meg Budapesten.